# 와갈봉
와갈봉은 조선민주주의인민공화국 자강도에 위치한 산으로 랑림산맥의 최고점이다.